# 聖大ワシリイ聖体礼儀

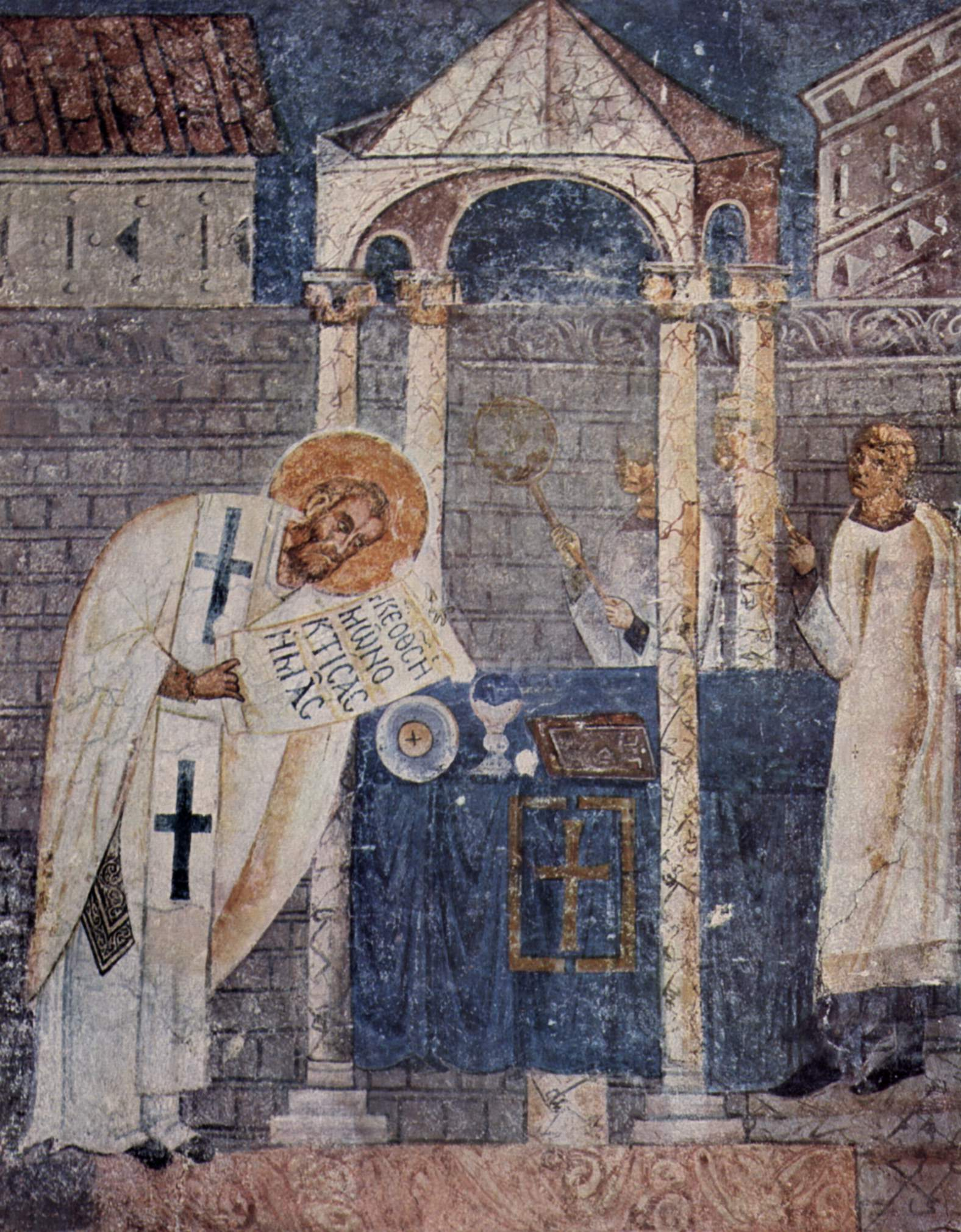
宝座の前で祈る聖大ワシリイのイコン（11世紀・オフリドのフレスコ画イコン）

聖大ワシリイ聖体礼儀（せいだい - せいたいれいぎ、ギリシア語: Θεία Λειτουργία του Μεγάλου Βασιλείου, ロシア語: Литургия Василия Великого, 英語: The Divine Liturgy of Saint Basil）は、正教会における聖体礼儀の種類のひとつ。聖大ワシリイの聖体礼儀・大ワシリイの聖体礼儀・大ワシリイ聖体礼儀等とも表記される。
4世紀のキリスト教の聖人、ケサリヤの大主教聖大ワシリイ（ギリシア語: Βασίλειος Καισαρείας：ヴァシリオス・ケサリアス）によって編纂されたとされる聖体礼儀であるためにこの名がある。
一般に見受けられる『大バシレイオスの典礼』といった表記は誤訳である（後述）。

## 概要
聖大ワシリイ聖体礼儀は、年間10回のみに行われる回数が限定される聖体礼儀の種別である。聖大ワシリイ聖体礼儀を特に行うように指定されたこの10回を除いた、聖体礼儀を行う事が出来る日には、聖金口イオアン聖体礼儀を行う。
奉献礼儀（物品の準備）・啓蒙礼儀（心神の準備）・信者の聖体礼儀（機密執行と領聖）の三部から成るという基本的な構造の骨格は聖金口イオアン聖体礼儀と変わらないが、細かい違いは存在する。

## 行われる日
以下の日に、聖大ワシリイ聖体礼儀を行うよう定められている（年間10回。
- 主の割礼祭（大ワシリイの記憶日：大ワシリイ祭））[3]
- 主の降誕祭（クリスマス）の前日[4]
  - 降誕祭が主日（日曜日）もしくは月曜日に当たった場合、前日ではなく当日に聖大ワシリイ聖体礼儀を行う（この場合、王時課は金曜日に行う）[4]。
- 神現祭（主の洗礼祭）の前日[4]
  - 神現祭が主日（日曜日）もしくは月曜日に当たった場合、前日ではなく当日に聖大ワシリイ聖体礼儀を行う（この場合、王時課は金曜日に行う）[4]。
- 大斎の第1主日～第5主日（聖枝祭には聖金口イオアン聖体礼儀）[3]
- 聖大木曜日[3]
- 聖大土曜日[3]

## 聖金口イオアン聖体礼儀との違い
- 各所の司祭（主教祈祷においては主教）の黙誦祝文（…詠隊が聖歌を歌う中、黙読もしくは小さな声で祈るよう指定される祈祷文）が長く設定されている。
- アナフォラにおける、司祭による高声（大きな声で司祭が唱えるよう指定されている祈祷文）の祈祷文が変更される。
- アナフォラ後に歌われるのは、『常に福にして』ではなく『恩寵を満ち被る者や』（ただし受難週にはさらに別の聖歌が用いられる）。
- 司祭の祝福において、記憶される聖人が聖金口イオアンではなく聖大ワシリイとなる。

## 語義・よくみられる誤訳：よくみられる誤訳：「大バシレイオスの典礼」「ミサ」
英語の"Liturgy"には「奉神礼」（「典礼」に相当する正教会の訳語）・「礼拝」の意味がある事から、正教会の聖大ワシリイ聖体礼儀（The Divine Liturgy_of_Saint_Basil）のことを「大バシレイオスの典礼」等と訳出するケースが一般に散見されるが、これらは誤訳である。
たしかに、正教会においても"Liturgy"（英語）は、狭義では「聖体礼儀」の語義がある一方で、広義には「奉神礼」という語義がある。
しかし英語の"Divine Liturgy"は正教会にあってはこれ以上の修飾語を伴わずとも聖体礼儀を指す語である。また、各国語で"του Μεγάλου Βασιλείου"（ギリシャ語）・"Василия Великого"（ロシア語）・"of Saint Basil"（英語）という修飾語がついている場合、聖大ワシリイの名の修飾を伴う奉神礼は他に存在しない以上、"Liturgy"に聖体礼儀以外の意味は有り得ない。
つまり「大バシレイオスの典礼」との訳については
- カトリック教会の用語である「典礼」を、正教会の奉神礼に適用している。
- 「典礼」という広義に過ぎる用語を用い、"Divine Liturgy"が意味するものが聖体礼儀以外には有り得ない事を認識していない。

という、二重の誤りが存在する。
なお、聖体礼儀を「正教会のミサ」と呼ぶケースも稀にみられるが、正教会の聖体礼儀をミサと呼ぶ事は英語圏でも少数例にとどまり、世界各国の多くの正教会で「ミサ」と呼ぶ事は無いか極めて稀である。